# Macy Kate
Macy Kate (San Petersburgo (Florida), Estados Unidos, 19 de enero de 1998) es una cantante y modelo estadounidense que debutó su carrera musical subiendo covers a YouTube desde 2009, En enero de 2013 lanzó su álbum debut Hello I Am... And You? que alcanzó el número 30 en los Estados Unidos en febrero del mismo Año.

## Carrera
Macy empezó su carrera musical en 2009 cuando empezó a subir vídeos de covers a la plataforma de vídeo YouTube, también ha logrado colaborar con otros youtubers como Megan Nicole, Tyler Ward etc. En enero de 2013 lanzó su álbum debut llamado Hello I Am... And You? El álbum alcanzó la posición número 30 dentro de la tabla Billboard 200 y número 22 en el Digital Álbum. El álbum contiene 7 canciones escritas e interpretadas por ella y 4 canciones de covers. El álbum contiene géneros Pop y Country aunque también se caracteriza por tener sonidos metálicos y acústicos.
El 2 de julio de 2013 se anunció la salida de un posible segundo álbum llamado The Fall Song, pero no fue lanzado hasta el 3 de diciembre de 2013, el álbum alcanzó la posición número 29 en el Billboard 200 y 25 en el Digital Álbum, el álbum fue lanzado por VM Music Records & Sycom Music. El álbum se caracterizó por más sonidos pop que Country a diferencia del álbum anterior, el álbum contiene muchas influencias de la cantante y actriz Bridgit Mendler y de la cantante estadounidense Taylor Swift. Actualmente sigue subiendo covers a YouTube en su canal oficial Macy Kate.

## Discografía

### Álbumes
- Hello I Am... And You? 2013
- The Fall Song 2013

### Sencillos
- Finally Fatale